# 謝格扎
63°44′N 34°19′E / 63.733°N 34.317°E
謝格扎（俄语：Се́гежа）是俄羅斯卡累利阿共和國東部的一個城市，位於維戈澤羅湖西岸，距彼得羅扎沃茨克以北267公里。2002年人口34,214人。
1915年建立，1943年設市。